# Злобин, Владимир Викторович
Владимир Викторович Злобин (род. 7 февраля 1963) — российский конструктор стрелкового оружия.
Владимир Викторович значительное время работал над заказами ФСБ России, поэтому большая часть информации по ним до сих пор является закрытой. Тем не менее известно, что с 2004 года на вооружение спецподразделений ФСБ России приняты 15 изделий созданных либо на основе его разработок, либо под его непосредственным руководством, например: снайперская винтовка «Выхлоп», автомат штурмовой АШ-12 и патроны к ним. По данным на январь 2014 года является генеральным конструктором ОАО "Концерн «Калашников». 9 апреля 2015 г. назначен на должность главного конструктора по спецпроектам.
По данным на декабрь 2013 года обладает более чем двумя десятками авторских свидетельств об изобретениях.

## Биография
Родился в казачьей станице Константиновская, недалеко от Пятигорска в обычной рабочей семье: отец — слесарь, а мать — оператор на местном «Водоканале». После окончания службы солдатом-ракетчиком в рядах ГСВГ вооружённых сил СССР, намеревался поступать в Тульский политехнический институт. Летом 1983 года отправил туда проект пистолета, самостоятельно разработанный им ещё в школе, и был приглашён на подготовительное отделение. На следующий год поступил на дневное отделение Тульского политехнического института на кафедру «Расчёты и проектирование автоматических машин», специальность «Импульсные машины».
Начал работать ещё во время учёбы. В 1986 году был приглашён в отделение стрелково-пушечного оружия в ЦКИБ СОО. Приступил к самостоятельной работе в ЦКИБе в 1993 году инженером 3-й категории и менее чем за 4 года прошёл путь до ведущего конструктора, встав в один ряд со И. Я. Стечкиным, Г. А. Коробовым и Н. М. Афанасьевым. Первым созданным им образцом вооружения стал компактный пистолет-пулемёт ОЦ-22. В 1994 году стал конструктором 2-й категории, в 1995 году — конструктором 1-й категории, в 1997 году стал ведущим конструктором, в 2011 году возглавил Конструкторско-технологический центр Ижевского машиностроительного завода, сменив в этой должности Безбородова Николая Александровича.

## Разработки
- ОЦ-22 — малогабаритный пистолет-пулемёт
- ТКБ-0247 — опытный пистолет-пулемёт под патрон 7Н21
- «Выхлоп» — комплекс, состоящий из крупнокалиберной снайперской винтовки и боеприпаса к ней (принят на вооружение 11 мая 2004 года)[8]
- АШ-12 — крупнокалиберный штурмовой автомат для сил специального назначения
- АК-12 — перспективный общевойсковой автомат для замены АК-74М